# 世界地図 (東京スカパラダイスオーケストラの曲)
「世界地図」（せかいちず）は東京スカパラダイスオーケストラの楽曲で、25枚目のシングル。2004年5月26日発売。発売元はcutting edge。コピーコントロールCDとして発売。

## 概要
- 「世界地図」はキリン「キリンチューハイ氷結」CMソング。C/W曲「BE ALL SMILES」は、キリン「キリンチューハイ氷結 パイナップルクーラー」CMソングにそれぞれ使用。（JCOM東大阪「わいわいワイドてんこもり」でも使用）
- ミュージック・ビデオ監督はUGICHIN。

## 収録曲
編曲：東京スカパラダイスオーケストラ
1. 世界地図 (4:45)
作詞：谷中敦　作曲：川上つよし　
Vocal：茂木欣一
2. BE ALL SMILES (4:14)
作曲：北原雅彦
3. THE 9 COUNT (3:07)
作曲：北原雅彦
4. 世界地図（Instrumental） (4:46)

## 収録アルバム
オリジナル
- 『ANSWER』（2005年3月9日）

ベスト
- 『BEST OF TOKYO SKA 1998-2007』（2007年3月21日）